# Liste der Monuments historiques in Nivigne et Suran
Die Liste der Monuments historiques in Nivigne et Suran führt die Monuments historiques in der französischen Gemeinde Nivigne et Suran auf.

## Liste der Bauwerke
| Bezeichnung                             | Beschreibung                     | Standort | Kennzeichnung | Schutzstatus | Datum | Bild           |
| --------------------------------------- | -------------------------------- | -------- | ------------- | ------------ | ----- | -------------- |
| Kirche St-Pierre in Chavannes-sur-Suran | Erbaut ab dem 15. Jahrhundert    | (Lage)   | PA00116372    | Inscrit      | 1946  | weitere Bilder |
| Haus in Chavannes-sur-Suran             | Erbaut Ende des 16. Jahrhunderts | (Lage)   | PA00116373    | Inscrit      | 1947  | weitere Bilder |

## Liste der Objekte
- Monuments historiques (Objekte) in Chavannes-sur-Suran in der Base Palissy des französischen Kultusministeriums
- Monuments historiques (Objekte) in Germagnat in der Base Palissy des französischen Kultusministeriums